# Charles Bentinck
Lord William Charles Augustus Cavendish-Bentinck (3 ottobre 1780 – 28 aprile 1826) è stato un politico britannico.

## Biografia
Era il terzo figlio del primo ministro William Cavendish-Bentinck, III duca di Portland e Lady Dorothy (1750-1794), figlia del primo ministro William Cavendish, IV duca di Devonshire.

## Carriera
Fu deputato per Ashburton (1806-1812). Servì sotto il conte di Liverpool come Tesoriere della Casa (1812-1826).

## Matrimoni

### Primo Matrimonio
Il 21 settembre 1808 sposò Georgiana Augusta Frederica Seymour (battezzata Elliott) (1782-10 dicembre 1813), figlia della cortigiana Lady Grace Elliott. Fu detto di essere una figlia del principe di Galles o del IV conte di Cholmondeley. Grazie a questo matrimonio divenne Tesoriere della Casa. La coppia ebbe una figlia che fu allevata, dopo la morte di Georgiana, da Lord Cholmondeley.

### Secondo Matrimonio
Nel 1815 fuggì con la sua amante, Lady Abdy, figlia di Richard Wellesley, I marchese Wellesley, e Hyacinthe Gabrielle Roland, moglie di un amico di Bentinck, Sir William Abdy, VII Baronetto. Lady Anne divorziò dal marito, e lei e Bentinck si sposarono il 16 luglio 1816. Ebbero quattro figli:
- Anne Cavendish-Bentinck (1º settembre 1816 - 7 giugno 1888);
- Emily Cavendish-Bentinck (? - 6 giugno 1850), sposò Henry Hopwood;
- Charles William Frederick Cavendish-Bentinck (8 novembre 1817 - 17 agosto 1865). Era il bisnonno della regina Elisabetta II.
- Arthur Cavendish-Bentinck (10 maggio 1819 - 11 dicembre 1877). Sposò in prime nozze, Sophia Elizabeth Hawkins-Whitshed. Erano i genitori di William Cavendish-Bentinck, VI duca di Portland. Sposò in seconde nozze Augusta Browne.

## Morte
Morì il 28 aprile 1826 a 45 anni. Sua moglie gli sopravvisse quasi 50 anni e morì nel marzo del 1875.

## Ascendenza
|                                                        |                                           |                                                    | Genitori                                             |  |  | Nonni |  |  | Bisnonni                           |  |  | Trisnonni                             |  |
|                                                        |                                           |                                                    |                                                      |  |  |       |  |  | Henry Bentinck, I duca di Portland |  |  | William Bentinck, I conte di Portland |  |
|                                                        |                                           |                                                    |                                                      |  |  |       |  |  | Henry Bentinck, I duca di Portland |  |  | William Bentinck, I conte di Portland |  |
|                                                        |                                           | Anne Villiers                                      |                                                      |  |  |       |  |  | Henry Bentinck, I duca di Portland |  |  |                                       |  |
| William Bentinck, II duca di Portland                  |                                           |                                                    |                                                      |  |  |       |  |  | Henry Bentinck, I duca di Portland |  |  |                                       |  |
|                                                        |                                           | lady Elizabeth Noel                                | Wriothesley Noel, II conte di Gainsborough           |  |  |       |  |  |                                    |  |  |                                       |  |
|                                                        |                                           | lady Elizabeth Noel                                | Wriothesley Noel, II conte di Gainsborough           |  |  |       |  |  |                                    |  |  |                                       |  |
|                                                        |                                           | lady Elizabeth Noel                                | hon. Catherine Greville                              |  |  |       |  |  |                                    |  |  |                                       |  |
| William Henry Cavendish-Bentinck, III duca di Portland |                                           | lady Elizabeth Noel                                |                                                      |  |  |       |  |  |                                    |  |  |                                       |  |
|                                                        |                                           | Edward Harley, II conte di Oxford e conte Mortimer | Robert Harley, I conte di Oxford e conte di Mortimer |  |  |       |  |  |                                    |  |  |                                       |  |
|                                                        |                                           | Edward Harley, II conte di Oxford e conte Mortimer | Robert Harley, I conte di Oxford e conte di Mortimer |  |  |       |  |  |                                    |  |  |                                       |  |
|                                                        |                                           | Edward Harley, II conte di Oxford e conte Mortimer | Elizabeth Foley                                      |  |  |       |  |  |                                    |  |  |                                       |  |
| lady Margaret Cavendish Harley                         |                                           | Edward Harley, II conte di Oxford e conte Mortimer |                                                      |  |  |       |  |  |                                    |  |  |                                       |  |
|                                                        |                                           | lady Henrietta Cavendish Holles                    | John Holles, I duca di Newcastle-upon-Tyne           |  |  |       |  |  |                                    |  |  |                                       |  |
|                                                        |                                           | lady Henrietta Cavendish Holles                    | John Holles, I duca di Newcastle-upon-Tyne           |  |  |       |  |  |                                    |  |  |                                       |  |
|                                                        |                                           | lady Henrietta Cavendish Holles                    | lady Margaret Cavendish                              |  |  |       |  |  |                                    |  |  |                                       |  |
| lord Charles Cavendish-Bentinck                        |                                           | lady Henrietta Cavendish Holles                    |                                                      |  |  |       |  |  |                                    |  |  |                                       |  |
|                                                        | William Cavendish, III duca di Devonshire | William Cavendish, II duca di Devonshire           |                                                      |  |  |       |  |  |                                    |  |  |                                       |  |
|                                                        | William Cavendish, III duca di Devonshire | William Cavendish, II duca di Devonshire           |                                                      |  |  |       |  |  |                                    |  |  |                                       |  |
|                                                        | William Cavendish, III duca di Devonshire | lady Rachel Russell                                |                                                      |  |  |       |  |  |                                    |  |  |                                       |  |
| William Cavendish, IV duca di Devonshire               | William Cavendish, III duca di Devonshire |                                                    |                                                      |  |  |       |  |  |                                    |  |  |                                       |  |
|                                                        |                                           | Catherine Hoskins                                  | John Hoskins                                         |  |  |       |  |  |                                    |  |  |                                       |  |
|                                                        |                                           | Catherine Hoskins                                  | John Hoskins                                         |  |  |       |  |  |                                    |  |  |                                       |  |
|                                                        |                                           | Catherine Hoskins                                  | Catherine Hale                                       |  |  |       |  |  |                                    |  |  |                                       |  |
| lady Dorothy Cavendish                                 |                                           | Catherine Hoskins                                  |                                                      |  |  |       |  |  |                                    |  |  |                                       |  |
|                                                        |                                           | Richard Boyle, III conte di Burlington             | Charles Boyle, II conte di Burlington                |  |  |       |  |  |                                    |  |  |                                       |  |
|                                                        |                                           | Richard Boyle, III conte di Burlington             | Charles Boyle, II conte di Burlington                |  |  |       |  |  |                                    |  |  |                                       |  |
|                                                        |                                           | Richard Boyle, III conte di Burlington             | Juliana Noel                                         |  |  |       |  |  |                                    |  |  |                                       |  |
| Charlotte Elizabeth Boyle, marchesa di Hartington      |                                           | Richard Boyle, III conte di Burlington             |                                                      |  |  |       |  |  |                                    |  |  |                                       |  |
|                                                        |                                           | lady Dorothy Savile                                | William Savile, II marchese di Halifax               |  |  |       |  |  |                                    |  |  |                                       |  |
|                                                        |                                           | lady Dorothy Savile                                | William Savile, II marchese di Halifax               |  |  |       |  |  |                                    |  |  |                                       |  |
|                                                        |                                           | lady Dorothy Savile                                | lady Mary Finch                                      |  |  |       |  |  |                                    |  |  |                                       |  |
|                                                        |                                           | lady Dorothy Savile                                |                                                      |  |  |       |  |  |                                    |  |  |                                       |  |

| Controllo di autorità | VIAF (EN) 9435157342857910100006 · GND (DE) 1198707054 |